# Лукаш Кубот
Лукаш Кубот (на полски Łukasz Kubot), роден на 16 май 1982 г. в Болеславец, Полша, e полски тенисист, шампион в Откритото първенство на Австралия през 2014 и Уимбълдън 2017 в играта на двойки, лидер в ранглистата на двойки на АТП, победител в 27 турнира за двойки от АТП Турнири и финалист на два сингъл турнира АТП и 21 турнира за двойки от АТП турнири. Полски представител в турнира за Купата Дейвис през 2001.
Живее в Люблин, а тренировъчната му база се намира в Прага. Треньори на Кубот са чехите Ян Сточес и Иван Мачитка. Представител е на два клуба: полският KKT Wrocław и чешкият TK Neridé. Син е на Януш Кубот, бивш футболист и треньор.
От 8 януари 2018 до 20 май 2018 номер 1 в ранглистата на тенисисти на двойки (първият поляк в историята, който заема първо място в тенис ранглистата).През 2017 двойката Лукаш Кубот – Марсело Мело заема първо място в ранглистата на двойки, а Международната тенис федерация ги обявява за световни шампиони.
Кубот има професионален статус от 2002. Играе с дясната ръка. Започва да играе тенис на седемгодишна възраст. Говори пет езика: полски, чешки, немски, английски и руски.
С годеницата му Магдалена Бенковска посрещнаха на бял свят дъщеря си Зофия на 9 септември 2020.

## Кариера

### Начало
Първият голям успех на Кубот е победата на международното първенство на Полша на възраст до 16 години. През 1998 заминава за десет месеца в тенис академията на Джон Нюкъмб в САЩ. След завръщането си в Полша започва да печели първи точки за класирането на Международната тенис федерация при 18-годишните. След турнира в Азия е на 46 място в ранглистата, което му позволява да вземе участие в турнира от Големия шлем Уимбълдън, където достига до четвъртфинала на сингъл и на двойки.

### 2000 – 2006
След успеха си в Уимбълдън за юноши Кубот започва участия в сериите „Фючърс“ в турнири за мъже. Дебютира в Полша F1 в Краков, следва участие в Сопот, където достига до четвъртфинала и нов успех в Полша F4 в Лодз. Приключва сезон 2000 на 574. Място в ранглистата на АТП.
Започва 2001 с участие във Вроцлав, а след това участва във фючърс турнирите Нова Зеландия F2 и Нова Зеландия F3, на които обаче отпада още в първия кръг. По-голям успех има на турнирите от същата серия в Австралия. След неуспешни турнири в Нова Зеландия и Австралия, той е поканен за участие в срещата за Купа Дейвис между Полша и Израел.Губи в първата сингъл среща, но побеждава във втората. След участия в още няколко турнира, в края на сезона достига до четвъртфиналите на няколко турнира от серията „Фючърс и приключва сезон 2001 на 427. място в ранглистата на АТП.
Сезон 2002 започва слабо, но решава да участва в турнири в САЩ и достига няколко пъти до четвъртфинали. Завършва сезона на 440. място в ранглистата на АТП .
Стартира 2003 с добро участие е Германия F1A, където достига до четвъртфинала. До четвъртфинала достига и в Хамбург, побеждавайки в първия кръг Майкъл Берер, във втория Сирил Солние и губейки в третия кръг от Андрей Столяров. След няколко не особено блестящи участия следва турнира в Унгария, където постига успех, достигайки до полуфинала. След още значителен брой по-малко или повече успешни участия приключва сезон 2003 на 371. място в ранглистата на АТП.
Първите му участия за сезон 2004 са в Германия – една загуба и две победи. Следват участия във Вроцлав и Хърватия, като и при двете отпада във втория кръг. Поредно участие на Кубот е в турнир за Купата Дейвис, където в първия мач губи от Потито Стараче с 4:6, 3:6, 4:6 и побеждава Филипо Воландри с 3:6, 6:4, 6:1, 6:7, 6:2. Следват още няколко успешни за полския тенисист участия, като в последния за 2004 турнир в Австрия стига до четвъртфинала, побеждавайки италианеца Паоло Лоренци с 6:2, 6:1, румънеца Ръзван Сабъу с 6:1, 7:5 и губейки от чешкия тенисист Лукаш Длоухи с 1:6, 6:7. Приключва сезон 2004 на 219. място в ранглистата на АТП.
Сезон 2005 е успешна за Кубот. Достига до финал на турнира в САЩ, има две участия в мачове за Купата Дейвис, четвъртфинали на турнири в Словакия, Белгия, Северна Корея, полуфинали в Унгария, Австрия, Северна Корея, Франция. Приключва сезон 2005 на 142. място в ранглистата на АТП.
Започва сезон 2006 с участия в Германия и Франция, като и в двата турнира отпада още в първия кръг. Следват няколко успешни за Кубот турнира, участия в турнири за Купата Дейвис, финал на турнира в Индия и няколко участия на четвъртфинали, което му позволява да завърши сезон 2006 на 125. място в ранглистата на АТП.

### 2007 – 2009: Първа титла на двойки
През 2007 Кубот има две победи в основната схема, като и двете са в мачове за Купа Дейвис. През 2008 няма изиграни мачове от основната схема.
Тенисистът започва 2009 като се състезава в квалификационните кръгове на Катар ЕксънМобайл Оупън и Открито първенство по тенис на Австралия, но губи във финалния кръг. След това се класира за Brasil Open, където записва първата си победа в основната схема от повече от година и половина, като печели срещу Даниел Химено-Травер, но губи в следващия кръг от Томас Белучи. Продължава да играе в квалификациите, но не успява да се класира. Въпреки загубата си в Сърбия Оупън през 2009 има късмета да попадне във финалния кръг на квалификациите, след като Стив Дарсис се оттегля поради контузия на рамото. На турнира в Сърбия постига най-добрия резултат в кариерата си до този момент, побеждава Арсений Златанович с 6:4, 7:5, Игор Андреев с 3:2, Кристоф Влиген с 7:6, 6:3 и постига разгромителна победа срещу Иво Карлович с 7:6, 6:2, на финала губи от представителя на домакините Новак Джокович с 3:6, 6:7.
Класира се на Ролан Гарос, но губи от Виктор Троицки с 6:3, 3:6, 4:6, 7:6, 3:6. Следващото му участие в основната схема е в MercedesCup в Щутгарт, където записва победи над Пабло Андухар и Филип Колшрайбер, но губи от Николас Кийфър на четвъртфиналите. Класира се в Синсинати, но отпада в първия кръг след две победи и последвала загуба от аржентинеца Хосе Акасусо. В Пекин записва най-голямата победа в кариерата си, като побеждава Анди Родик още в първия кръг, но в следващия кръг губи от Иван Любичич.
На двойки печели турнирите Grand Prix Hassan II 2009, Сърбия Оупън 2009 и Bank Austria-TennisTrophy 2009 с постоянния си партньор на двойки Оливер Марах. Двамата достигат и до полуфиналите на Откритото първенство на Австралия през 2009 г., където губят от Махеш Бупати и Марк Ноулс. Успяват да се класират на финалите на Турнирите от международната серия на АТО 2009, като отпадат, въпреки че печелят два мача над отборите на Макс Мирни и Анди Рам и Лукаш Длухи и Леандър Паеш, като губят само от Боб Брайън и Майк Брайън.

### 2010: Три титли на двойки
Кубот започва сезон 2010 в Доха, където стигна до четвъртфиналите, губейки от Виктор Троицки, след като записва победи в два сета над Карим Маамун и Сергей Стаховски.
След това той играе в Открито първенство по тенис на Австралия, където достигна първия си четвърти кръг в турнир от Големия шлем, след като побеждава Миша Зверев, Сантяго Хиралдо и Михаил Южни и губи от Новак Джокович.
На Откритото първенство на Бразилия през 2010 той достигна до финала за втори път в кариерата си. Това се случва след като побеждава Оскар Ернандес, Алберт Монтанес и Фабио Фонини в поредни сетове.
В 17 поредни турнира негов партньор е австриецът Оливер Марах. На турнира в Австралия отпадат на четвъртфинала след загуба от британско-австралийската двойка Рос Хътчинс / Джордан Кер с 6:7, 1:6. Турнирът в Чили завършва с тяхна победа след като преодоляват италианско-аржентинската двойка Потито Стараче / Орасио Зебалос с 6: 4, 6: 0. В Бразилия приключват участието си на финала със загуба от уругвайско-испанската двойка Пабло Куевас / Марсел Гранолерс-Пухол с 5:7, 4:6, но пък приключват с победа турнира в Мексико, като преодоляват на финала италианската двойка Фабио Фонини / Потито Стараче с 6:0, 6:0.
На турнира в Румъния, заедно с аржентинеца Хуан Игнасио Чела печелят финала, побеждавайки испанската двойка Марсел Гранолерс-Пухол / Сантяго Вентура с 6:2, 5:7, 13:11.

### 2011: Четвърти кръг на Уимбълдън
Започва сезона като стартира в турнира в Бризбън, а по-късно в Сидни и Сантяго. Достига до четвъртфиналите в Акапулко, след което следва серия не особено успешни участия, прекъсната на кортовете в Рим, където побеждава Пабло Куевас в първия кръг с 7:6 2:6 6:2 и губи от Новак Джокович с 0:6 3:6. Продължава добрата си игра на Ролан Гарос, където преминава трите кръга на елиминациите и има загуба едва в третия кръг на основния турнир, побеждавайки Николас Алмагро с 3:6 2:6 7:6 7:6 6:4 и Карлос Берлок с 6:3 7:6 6:3 и претърпявайки загуба от Алехандро Фалла с 7:6 4:6 5:7 4:6.
Успешно преминава елиминациите на Уимбълдън. В първия кръг побеждава французина Арно Климент с 6:4 6:2 2:6 5:7 6:4, а във втория Иво Карлович с 7:6 6:3 6:3. В третия кръг се среща с Гаел Монфис и го побеждава с 6:3 3:6 6:3 6:3, но в четвъртия губи от Фелисиано Лопес с 6:3 7:6 6:7 5:7 5:7.

### 2012: Откритото първенство на Щутгарт на двойки
Кубот стигна до четвъртфиналите в Мемфис, преди да загуби от Бенямин Бекер. Достига до четвъртфиналите и в Букурещ, само за да се срещне и загуби от Жил Симон.
На Откритото първенство на Франция стигна до третия кръг, като губи от белгиеца Давид Гофен, а на четвъртфинала в Гщаад губи от Григор Димитров.
На двойки прави три финала, включително на Мастърс 1000 в Рим, където партнира на Янко Типсаревич. Печели турнира в Щутгарт, партнирайки на Жереми Шарди.

### 2013: Четвъртфинал на Уимбълдън
Класиран като номер 130 в света, Кубот достигна четвъртфиналите на 2013 на Шампионата Уимбълдън. Побеждава Игор Андреев в първия кръг, но губи битката за полуфинала от Йежи Янович

### 2014: Откритото първенство по тенис на Австралия – титла на двойки
През януари Лукаш Кубот и шведът Робърт Линдстед печелят титлата на Откритото първенство на Австралия на двойки за мъже.

### 2016: Трета титла на двойки във Vienna Open и надпревара в Рио
През август Кубот участва в летните олимпийски игри през 2016 г. в Рио де Жанейро, Бразилия. В партньорство с Марчин Матковски, побеждава индийската тенис двойка Леандер Паеш и Рохан Бопана, но във втория кръг губят от испанската двойка Роберто Баутиста Агут и Давид Ферер.Кубот участва и в смесените двойки, където си партнира с победителката от финалите на WTA за 2015 г. Агнешка Радванска. Радванска и Кубот губят от румънската двойка Ирина-Камелия Бегу и Хория Текау в първия кръг.
През октомври Кубот си партнира с Марсело Мело и побеждава Оливер Марах и Фабрис Мартин, за да спечели титлата на двойки на Vienna Open за трети път в кариерата си.

### 2017: Уимбълдън на двойки и номер 1 в класирането на двойки в AТП
През март Лукаш Кубот и Марсело Мело достигнат до финала на двойки в турнира Indian Wells Masters. През същата година двамата печелят и Miami Open, Madrid Open и Paris Masters.

### 2018: Световен номер 1 на двойки, равен брой точки с Марсело Мело
В началото на сезона Лукаш Кубот и Марсело Мело побеждават Ян-Ленард Щруф и Виктор Троицки, за да завоюват титлата на двойки мъже в Сидни Интернешънъл.
„Щастлив съм, че съм един от посланиците на тениса в моята страна, поставяйки полския тенис на картата на света. Благодарен съм на Войчех Фибак, който беше номер 2 на двойки (1979) и Топ 10 на сингъл (1977). Той ми даде много съвети от своя опит и мотивация." казва Кубот.

### 2019 – 2022
През 2019 Лукаш Кубот печели 25-та титла на двойки и за шести път участва във финали на ATП за двойки. В края на сезон 2020 Лукаш Кубот и Марсело Мело се разделят приятелски след успешно партньорство, продължило повече от четири години. В началото на 2021 Кубот си партнира с Уесли Колхоф, за да достигне до третия кръг на Австралия Оупън 2021.
В Ролан Гарос Кубот и Мело решават да се върнат да играят заедно.

## Кариерна статистика

### ATP финали на сингъл (0 титли; 2 финала)
|        | П–З | Година | Турнир       | Клас      | Настилка | Опонент            | Резултат      |
| ------ | --- | ------ | ------------ | --------- | -------- | ------------------ | ------------- |
| Загуба | 0–1 | 2009   | Сърбия Оупън | 250 серии | Клей     | Новак Джокович     | 3–6, 6–7(0–7) |
| Загуба | 0–2 | 2010   | Брасил Оупън | 250 серии | Клей     | Хуан Карлос Фереро | 1–6, 0–6      |